# Tara Duncan
Tara Duncan és una sèrie de novel·les franceses escrites per Sophie Audouin-Mamikonian. i també és (nom complet Tara'tylanhnem T'al Barmi Ab Santa Ab Maru T'al Duncan) l'heroïna de la sèrie homònima.
Tara Duncan és una jove que descobreix que té poders màgics forts i il·limitats. Més tard s'assabenta que és una "encanteri" que va néixer al planeta AltreMón, on existeix la màgia, i que va créixer a la Terra com una adolescent normal educada per la seva àvia materna Isabella. Amb el pas del temps, la Tara s'assabenta que és l'Imperial Spellbinder, que es considera la més poderosa de tots els temps.
L'Altre Món conté una varietat d'éssers, inclosos mags malvats, gegants, vampirs, nans, elfs, sirenes i administradors de dos caps. La Tara comença a assabentar-se que, a més de ser l'Encantera Imperial, és l'hereva i futura emperadriu de l'Imperi Omois, la monarquia més poderosa i més gran de tots els regnes, Imperis i repúbliques que van pertànyer al seu difunt pare. Els companys de Tara a la sèrie inclouen el seu company terrícola Fabrice i els amics que fa a Altremón, inclòs un mig elf anomenat Robin M'angil, el lladre en formació Caliban Dal Salan, la princesa canviant Gloria Daavil de Lancovit (anomenada "Sparrow".), i una nana de mal geni però de cor càlid anomenada Fafnir.

## Sèries
Una sèrie d'animació en 2D que es va estrenar a França el 2010 es va emetre als Estats Units a la divisió "Girls Rule" del servei de vídeo sota demanda Kabillion. Es va basar lliurement en el primer llibre, i es va cancel·lar després de l'episodi 26 "The Naughty Little Vampire". Alguns dels catorze llibres també s'han traduït al japonès, coreà, italià i romanès. Una nova adaptació animada va començar a emetre's el 2022. La nova sèrie està animada per ordinador i és més fidel als llibres.

## Univers
L'Altremón, (Univers de Tara Duncan en l'original francès), és el planeta on es produeixen la majoria de les aventures de Tara Duncan.
Amb una superfície d'aproximadament una vegada i mitja la de la Terra, Altremón té una rotació de 14 mesos al voltant del seu sol. Els dies a Altremón duren 26 hores, hi ha 10 dies a la setmana i cada any té 454 dies. Dues llunes satèl·lit, Madix i Tadix, orbiten al voltant d'Altre Món i provoquen marees significatives durant els equinoccis.
La màgia que governa Altremón també influeix per igual en la fauna, la flora i el clima. Hi viuen moltes espècies diferents i, per això, les estacions són difícils de predir. Durant un any "normal", hi ha set estacions.
Molts pobles diferents viuen a l'Altre Món, i els principals pobles són humans, nans, gegants, trolls, vampirs, gnoms, follets, elfs, unicorns, quimeres, tatris i dracs. Tots són capaços d'unir-se amb un familiar, un animal aleatori, que es converteix en el seu company de l'ànima per a tota la vida. Un cop units, senten les mateixes coses i moren al mateix temps.
Els principals països on transcorren les aventures de Tara Duncan són el Regne de Lancovit i l'Imperi d'Omois, els països de naixement dels pares de la Tara. El seu difunt pare va ser el futur emperador d'aquest últim.

## Llista de novel·les
- Les Sortceliers
- Le Livre Interdit
- Le Sceptre Maudit
- Le dragon renégat
- Le Continent Interdit
- Dans le piège de Magister
- L'invasion fantôme
- L'Impératrice maléfique
- Contre la Reine Noire
- Dragons contre démons
- La guerre des planètes
- L'ultime combat
- Tara et Cal
- Les AutresMondes de Tara Duncan